# 韩志庆
韩志庆（1958年8月—2022年11月5日），山东临清人，中国人民解放军少将。

## 生平
1976年12月入伍。俄罗斯总参谋部军事学院联合战役指挥专业毕业，研究生学历，硕士学位。曾任中国人民解放军济南军区第26集团军参谋长、副军长，在2013年前后曾短暂挂职担任过海军东海舰队副参谋长职务，随后在2014年3月之前升任济南军区联勤部部长。
2015年12月31日，中国人民解放军陆军领导机构成立，韩志庆进入新成立的陆军首任领导班子，出任中国人民解放军陆军后勤部部长。